# Paul Jeremiah
Paul Jeremiah – nauruański polityk.
Pełnił funkcję przewodniczącego parlamentu, uczestniczył w ceremonii otwarcia nowej siedziby izby (styczeń 1995). Związany z Bankiem Nauru.